# Senailly
Senailly település Franciaországban, Côte-d’Or megyében. Lakosainak száma 132 fő (2022. január 1.). Senailly Saint-Germain-lès-Senailly, Athie, Crépand, Fain-lès-Moutiers, Montigny-Montfort, Quincy-le-Vicomte és Viserny községekkel határos.

## Népesség
A település népessége az elmúlt években az alábbi módon változott:
| Lakosok száma | 134  | 154  | 157  | 139  | 144  | 140  | 139  | 140  | 137  | 132  |
|               | 1968 | 1982 | 1990 | 2006 | 2013 | 2015 | 2017 | 2019 | 2020 | 2022 |